# والتر ديفيس (سياسي)
والتر ديفيس (بالإنجليزية: Walter Davis)‏ هو سياسي أسترالي، ولد في 18 أكتوبر 1915، وتوفي في 7 أكتوبر 1971.